# Долгинин, Евгений Андреевич
Евгений Андреевич Долгинин — главный инженер «Красноярскгэсстроя», Герой Социалистического Труда (1973).

## Биография
Родился в 1930 году. Окончил МЭИ по специальности инженер-гидроэнергетик-гидротехник. Работал главным инженером на строительстве Иркутской ГЭС. После её возведения был назначен главным инженером Красноярскгэсстроя, руководил строительством Красноярской и Саяно-Шушенской ГЭС, участвовал в качестве консультанта в строительстве ГЭС Хадита в Ираке.
Позже работал в Государственном комитете по строительству СССР, был членом научно-технического совета Госстроя, профессором ЦМИПКС при МИСИ имени Куйбышева.
Кандидат технических наук.

За выдающиеся успехи, достигнутые при сооружении Красноярской гидроэлектростанции, большой вклад, внесённый в разработку и внедрение новых технических решений и прогрессивных методов производства работ было присвоено высокое звание Героя Социалистического Труда.